# Универзитет у Бристолу
Универзитет у Бристолу (енгл. University of Bristol) је државни универзитет у Бристолу. Своју краљевску дозволу је добио 1909. године, иако му корени досежу све до 1595.

## Историја
Универзитет у Бристолу је организован у шест академских факултета који се састоје од више школа и одељења који имају преко двеста дипломских курсева углавном у области Тиндалс парка у граду. Универзитет је имао укупан приход од 902,2 милиона фунти 2022—2023. од чега је 203,3 милиона фунти било од грантова и уговора за истраживање.  Универзитет у Бристолу је највећи независни послодавац у Бристолу. Садашњи академци укључују двадесет и три члана Академије медицинских наука, тринаест чланова Британске академије, четрдесет и три члана Академије друштвених наука, тринаест чланова Краљевске академије инжењеринга и четрдесет и осам чланова Краљевског друштва. Алумни и факултети Универзитета у Бристолу укључују тринаест нобеловаца. Члан су Расел групе британских универзитета са интензивним истраживањем, Коимбра групе широм Европе и Светске мреже универзитета чији је претходни проректор Ерик Томас био председник Универзитета у Бристолу од 2005. до 2007. године. Поред тога, Универзитет има Еразмус повељу па тако шаље више од петсто студената годишње у партнерске институције у Европи. У просеку има 6,4 (научни факултет) до 13,1 (факултет медицине и стоматологије) кандидата за свако место основних студија.